# Cagots

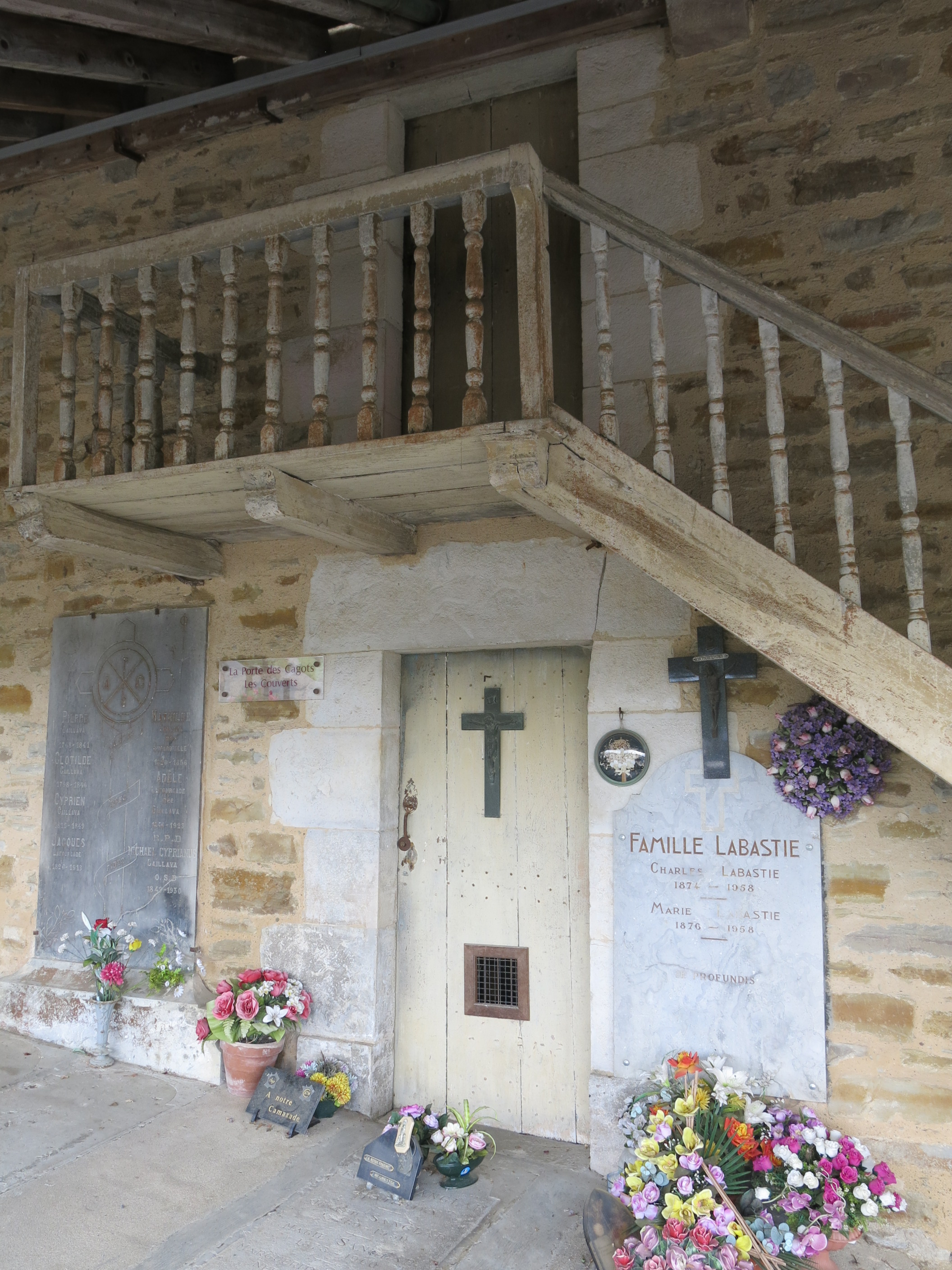
Aparte deur voor cagots in de kerk van La Bastide-Clairence

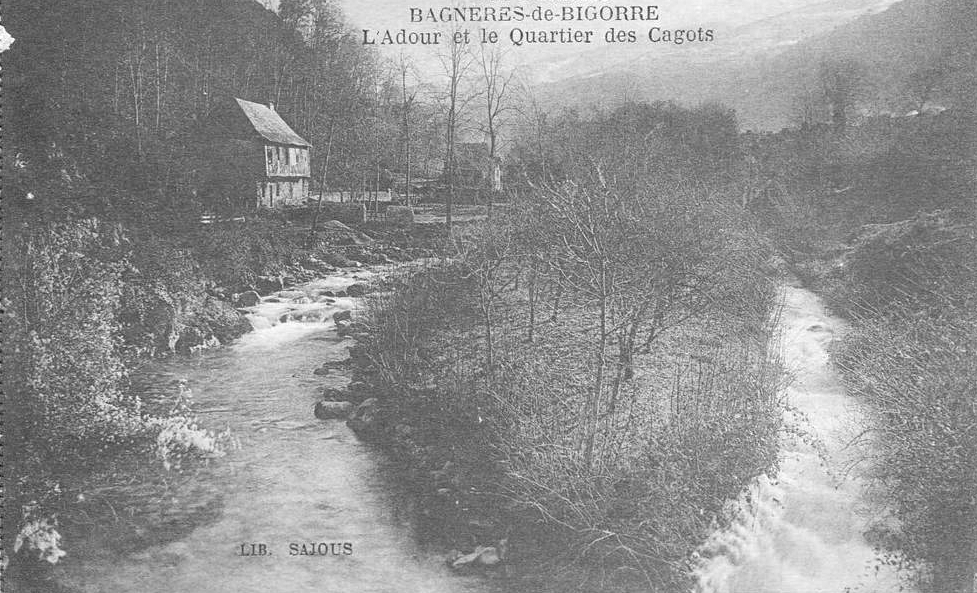
Aparte wijk van de cagots in Bagnères-de-Bigorre

Cagots (Frankrijk) of Agotes (Spanje) waren paria's die leefden in het westen en het zuiden van Frankrijk en het noorden van Spanje. Ze leefden geïsoleerd van de rest van de bevolking en kregen allerlei restricties opgelegd. De praktijk bleef tot aan het begin van de 20e eeuw bestaan in sommige streken.

## Oorsprong
De oorsprong van de cagots ligt in de middeleeuwen. Er bestaat geen zekerheid waarom deze mensen werden uitgesloten van de samenleving, maar de meest gangbare hypothese is dat het ging om afstammelingen van leprozen. Lepralijders werden uit vrees voor besmetting geïsoleerd van de rest van de bevolking. Franse artsen als Ambroise Paré (1510-1590) en Guy de Chauliac (ca. 1300-1368) onderscheidden witte lepra (lèpre blanche) of cagote. Men beschreef een cagot in die tijd als iemand met een bleke huidskleur, een ziekelijke lijfgeur en getroffen door kaalheid (dit gold ook voor de vrouwen). Men ging ervan uit dat deze witte lepra erfelijk was.

## Isolement
Cagots werden gedwongen apart te wonen in zogenaamde chrestiaas. Dit waren nederzettingen met kleine huisjes op minstens een kilometer van het dorp. Ze mochten niet in herbergen of winkels komen en het werd hen verboden in het dorp voedingsmiddelen aan te raken of de dorpspomp te gebruiken. In de kerk hadden ze een toegewezen aparte plaats, en vaak ook een aparte, kleine ingang en een apart wijwatervat. Cagots konden enkel bepaalde beroepen uitoefenen die als minderwaardig werden beschouwd, zoals timmerman of steenhouwer. Ze werden ook gedwongen op hun schouders een rood onderscheidingsteken te dragen, dat een rode, misvormde hand voorstelde.
De cagots hadden in de middeleeuwen een apart juridisch statuut. Ze vielen rechtstreeks onder het gezag van de kerk. Dit apart statuut werd afgeschaft aan het einde van de 17e eeuw. De praktijk van afzondering verdween ook stilaan in de meeste delen van Frankrijk (Bretagne, Poitou) en ook in Wales waar een gelijkaardige praktijk bestond.
De praktijk bleef echter tot aan het begin van de 20e eeuw bestaan in Béarn, in Baskenland en in Navarra. Aan het einde van de 19e eeuw werden de cagots daar nog steeds behandeld als paria's. Men floot wanneer ze zich in het dorp vertoonden om omstaanders te waarschuwen, ze werden met stokken verjaagd wanneer ze zich durfden vertonen op een dorpsfeest en ze waren voorwerp van spot.
- Biblioteca Nacional de España: XX533765